# Чорт і Кача
«Чорт і Ка́ча» (чеськ. Čert a Káča) — опера чеського композитора Антоніна Дворжака на 3 дії, лібрето Адольфа Веніґа. Перша постановка — Прага, Національний театр, 23 листопада 1899 р.
Сюжетні мотиви Дворжак знайшов у збірнику чеських народних казок, упорядкованому Боженою Немцовою та в п'єсі-фарсі Йозефа Каєтана Тила «Чорт на землі» (чеськ. Čert na zemi). Опера добре відтворює народних дух чеського народу, у ній переплітаються соціальні, побутові та казково-фольклорні мотиви.
Вперта і язиката Кача потрапляє до пекла, куди її затягнув чорт Марбуель. Але він швидко пошкодував про свою «здобич»: Кача керує ним, як чоловіком, та не дає спокою нікому в пеклі. Рятувати дівчину до пекла спускається пастух Ірка. Він укладає з чортом угоду: пастух забирає Качу, а нечистий має допомогти селянам, які страждають під гнітом княгині. Коли чорт приходить по душу княгині, та з переляку погоджується звільнити селян від панщини. У сусідній кімнаті Ірка переховує Качу, почувши її голос, чорт негайно втікає.
Музика опери пронизана простим народним гумором та оптимізмом. Мелодика близька до народних пісень, танцювальні ритми звучать у чеському національному стилі. Цікавим у творі є надзвичайна простота спілкування народу з нечистою силою, тоді як пани її дуже бояться.
На теренах СРСР оперу вперше поставили у Пермі — в Пермському театрі опери та балету (1956).